# Władysław Gałasiński
Władysław Gałasiński (ur. 27 czerwca 1922 w Siennicy Gizy, zm. 15 lutego 2012 w Białymstoku) – polski farmaceuta, profesor, organizator i pierwszy dziekan Wydziału Farmaceutycznego z Oddziałem Analityki Medycznej Akademii Medycznej w Białymstoku, doctor honoris causa Akademii Medycznej w Białymstoku.

## Życiorys
Przed wybuchem wojny uczył się w Gimnazjum im. Józefa Piłsudskiego w Białymstoku. W lutym 1942 wstąpił do Związku Walki Zbrojnej, przekształconego w Armię Krajową. W styczniu 1943 został aresztowany, po czym więziony w Białymstoku, a następnie w obozie koncentracyjnym na Majdanku, z którego zbiegł w marcu 1944. W połowie maja 1944 dostał się do Warszawy, gdzie brał udział w działaniach partyzanckich zgrupowania „Kampinos” w ramach powstania warszawskiego pod pseudonimem „Duch”. W maju 1944 awansowany na stopień plutonowego. 
W 1949 ukończył liceum ogólnokształcące dla dorosłych w Białymstoku. W 1953 ukończył studia na kierunku farmacja na Wydziale Farmaceutycznym Uniwersytetu Warszawskiego, po czym rozpoczął pracę w Zakładzie Chemii Fizjologicznej (później Biochemii) Akademii Medycznej w Białymstoku na stanowisku asystenta. W 1959 odbył kilkumiesięczny staż naukowy w Instytucie Hematologii w Warszawie. W latach 1963–1964 przebywał na stażu w Instytucie Badań Jądrowych w Vinča koło Belgradu. W 1964 na Akademii Medycznej w Warszawie obronił pracę doktorską pt. „Badania nad kwasami nukleinowymi drożdży” uzyskując stopień naukowy doktora farmacji, po czym został awansowany na stanowisko adiunkta. W latach 1967–1968 pracował w Zakładzie Biochemii Uniwersytetu w Pittsburghu (USA). W 1971 na Wydziale Farmaceutycznym Akademii Medycznej w Gdańsku za rozprawę pt. „Biosynteza białka. Charakterystyka peptydylotranslokazy zaangażowanej w biopolimeryzacji łańcucha peptydowego” uzyskał stopień naukowy doktora habilitowanego. W 1973 objął kierownictwo Zakładu Chemii Ogólnej AMB. W latach 1975–1977 pełnił funkcję prodziekana Wydziału Lekarskiego AMB. Po utworzeniu w 1977 Wydziału Farmaceutycznego został jego pierwszym dziekanem. Od 1977 do 1992 był dyrektorem Instytutu Chemii na Wydziale Farmaceutycznym. W 1982 uzyskał tytuł naukowy profesora. W 1992 odszedł na emeryturę. Za swoje zasługi na polu naukowym i trud organizacyjny poniesiony na rzecz tworzenia nowego Wydziału, w 2006 roku, otrzymał tytuł doktora honoris causa Akademii Medycznej w Białymstoku. Należał do Związku Bojowników o Wolność i Demokrację, Związku Harcerstwa Polskiego, oraz do Towarzystwa Opieki nad Majdankiem.
W 1955 zorganizował i kierował Rejonowym Laboratorium Kontrolnym Analizy Leków przy Białostockim Zarządzie Aptek. W latach 1970–1973 był prezesem oddziału białostockiego Polskiego Towarzystwa Farmaceutycznego.
Odznaczony Krzyżem Kawalerskim Orderu Odrodzenia Polski, Srebrnym Krzyżem Zasługi z Mieczami, Krzyżem Partyzanckim, Krzyżem Powstania Warszawskiego, Krzyżem Armii Krajowej, Krzyżem Oświęcimskim oraz Medalem Komisji Edukacji Narodowej.

## Publikacje
- Władysław Gałasiński: Chemia medyczna: podręcznik dla studentów medycyny. Warszawa: Wydawnictwo Lekarskie PZWL, 2004. ISBN 83-200-3017-X. Brak numerów stron w książce